# Список персонажей Splatoon
Splatoon — серия игр в жанре шутера от третьего лица от Nintendo и созданная под руководством Хисаси Ногами. Действие происходит на Земле будущего, чью сушу после массового вымирания заселили эволюционировавшие морские существа, среди которых инклинги и осьмолинги — антропоморфные кальмары и осьминоги, способные принимать гуманоидную форму. Они любят устраивать так называемые чернильные войны, где с помощью оружия стараются закрасить как можно больше территории и победить команду противника. В форме моллюска (краскоплыва) они могут прятаться в чернилах и быстро передвигаться в них.
Франшиза представлена разными персонажами — разумными потомками вышедших на сушу морских видов, самые многочисленные из которых — это инклинги и осьмолинги. Персонажей можно поделить условно на несколько основных категорий — идолов — своеобразных маскотов серии, которые дают концерты и организовывают сплатфесты, агентов — персонажей игрока, играющих центральную роль в одиночных миссиях игр, второстепенных персонажей из одиночных миссий и играющих ту или иную роль в сюжете, продавцов и прочих.
| |
| Главные персонажи из вселенной Splatoon, слева направо: «сестрицы-кальмары» (Кэлли и Мари), Агент 003, Агент 004, Каракатий Кальмостар, Агент 008, Off The Hook (Жемчик и Мариша), Deep Cut (Кулла, Биг Ман и Мурия) |

## Идолы

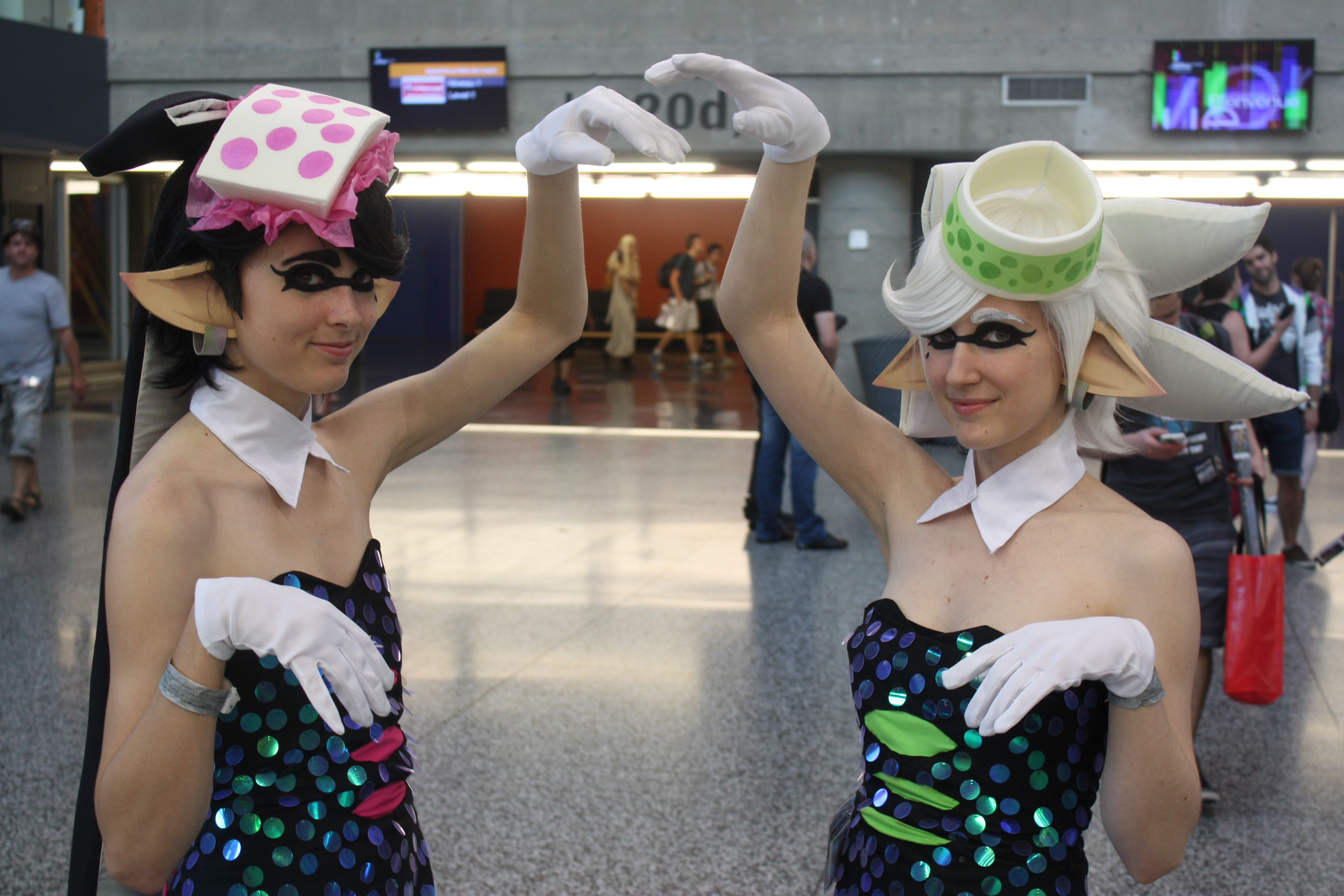
Косплей Кэлли и Мари

Каждая игра в серии Splatoon представляет несколько поп-див в составе группы — аллюзия на айдору. Они выступают на концертах, ведут ежедневные передачи, освещая основные события в городе и организовывают «сплатфесты», на которых инклинги могли выбрать одну из сторон и сражаются с противоборствующей командой. В первой игре была представлена пара «сестричек-кальмаров» Кэлли и Мари, в Splatoon 2 дебютировали «дуэт Off the Hook» — Мариша и Жемчик, а в Splatoon 3 — Кулла, Мурия и Биг Ман в составе команды «DEEP CUT». Nintendo стремится сформировать отдельный бренд вокруг вымышленных исполнителей вселенной Splatoon и выпускает музыкальные альбомы, исполненные этими вымышленными звёздами.
Сестрички Кэлли и Мари — одни из самых популярных персонажей серии и фактически выступают их талисманами. Разработчики прописали сюжет, согласно которому их финальное исполнение «Calamari Inkantation» во время финальной битвы за титул Wii U на последнем сплатфесте стало поворотным моментом, когда осьмолинги начали дезертировать из осьморянской армии. Если поп-дуэты из первой и второй частей отсылали к эстетике панка или хип-попа, то трио, представленное в третьей части отсылает к эстетике карнавалов и восточноазиатским мотивам.
С участием этих персонажей организовывались и реальные голографические концерты. Первый такой концерт с участием «сестричек-кальмаров» под названием «Squid Sisters Live» был проведён в Японии. Он был приурочен к продаже миллиона копий игры Splatoon. Аналогичные концерты проводились на мероприятиях Niconico Tokaigi, Chokaigi и Niconico Cho Party в Японии, а также на выставке Japan Expoво Франции, Париже. После выхода Splatoon 2, уже с участием голографических изображений Мариши и Жемчик в японии была организованна новая серия голографических концертов в 2018 году. Записи с концертов вошли в музыкальные альбомы. Первый голографический концерт уже с участием «DEEP CUT» был организован в октябре 2022 года.
| Имя | Вид       | Роль в игре | Озвучили      |  |
| --- | --------- | ----------- | ------------- |  |
| Кэлли (яп. アオリ Аори) (англ. Callie) | Инклинг   | Айдол       | keity.pop     |  |
| Кэлли — идол, дебютировавшая в оригинальной Splatoon. Она вместе с двоюродной сестрой Мари образует дуэт «Сестричек-кальмаров». Кэлли выделяется своим жизнерадостным характером. После завершения карьеры организатора сплатфеста в Splatoon, Кэлли начала сниматься в развлекательных шоу. К началу событий Splatoon 2 Кэлли похитил злодей DJ Октавио, он подчинил её разум, заставляя сражаться на стороне осьморян. Освобождение Кэлли выступает сюжетной развязкой в одиночном прохождении второй части. В третьей части Кэлли стала членом спецотряда «Спрут» под командованием Агента 003. |           |             |               |  |
| |           |             |               |  |
| Мари (яп. ホタル Хотару) (англ. Marie) | Инклинг   | Айдол       | Мари Кикума   |  |
| Мари — идол, дебютировавшая в оригинальной Splatoon. Она вместе с двоюродной сестрой Кэлли образует дуэт «Сестричек-кальмаров». Мари — одна из самых известных певиц в Инкополисе. В отличие от сестры она более спокойна, но может быть дерзкой. Став знаменитой, Мари стала частой гостьей на музыкальных шоу и уже самостоятельно выступала с живыми концертами. На момент событий второй части, Мари обращается за помощью к Агенту 004 (игровому персонажу), чтобы освободить сестру Кэлли из плена осьморян и найти пропавшего без вести и дедушку Кальмостара. В третьей части Мари как и её сестра Кэлли стала членом спецотряда «Спрут» под командованием Агента 003.                                                        |           |             |               |  |
| |           |             |               |  |
| Жемчик (яп. ホウズキ・ヒメ Хо:дзуки Химэ) (англ. Pearl) | Инклинг   | Айдол       | Рина Ито      |  |
| Жемчик — идол, дебютировавшая в Splatoon 2. Как и сестрицы-кальмары в первой части, в Splatoon 2 она вместе с Маришей сформировала поп-дуэт «Off the Hook». Жемчик известна за исполнение реп-музыки и соревнования в рэп-баттлах. Её называют разрушительницей клубов, так своим пением она может создавать ударные волны, способные разрушать здания. Изначально Жемчик задумывалась, как осьмолинг, однако позже её сделали инклингом, чтобы она вступала в больший контраст с Маришей. После событий в Splatoon 2, Жемчик и Мариша стали записывать песни вместе с группой Damp Socks для выхода их нового музыкального хита. Среди поклонников серии популярна теория о существовании любовных отношений между Жемчик и Маришей. |           |             |               |  |
| |           |             |               |  |
| Мариша (яп. イイダ＝マリネ И:Да Маринэ) (англ. Marina) | Осьмолинг | Айдол       | Элис Перальта |  |
| Мариша — идол, дебютировавшая в Splatoon 2, она вместе с Жемчик сформировала поп-дуэт «Off the Hook». Мариша, как осьмолинг когда то жила среди осьморян и работала инженером в их армии, откуда впоследствии дезертировала. До этого она изобрела мощное оружие c автоматическим отслеживанием. Она была признана гением в осьморянском сообществе и пользовалась уважением. После событий в Splatoon 2, Жемчик и Мариша стали записывать песни вместе с группой Damp Socks для выхода их нового музыкального хита. Персонаж привлёк внимание у игровых СМИ, как фактически первая темнокожая героиня в истории игр от Nintendo. Среди поклонников серии популярна теория о существовании любовных отношений между Жемчик и Маришей. |           |             |               |  |
| |           |             |               |  |
| Кулла (яп. フウカ Фу:ка) (англ. Shiver) | Осьмолинг | Айдол       | Мисаки Иваса  |  |
| Кулла — идол, дебютировавшая в Splatoon 3 и член команды Deep Cut, которые выступают ведущими на телепередаче Anarchy Splatcast в Splatoon 3. Придерживается образа таинственного персонажа. Она известна, как укротительница акул и носит серьги из акульих зубов. Её стиль связан с образом актёра классического японского театра кабуки. Кулла привлекла внимание у игровых сми из-за гедерно нейтральной внешности, среди фанатов серии поползли слухи о том, что Nintendo представила первого в серии небинарного персонажа, однако создатели подтвердили, что Кулла — женщина. |           |             |               |  |
| |           |             |               |  |
| Мурия (яп. ウツホ Уцухо) (англ. Frye) | Инклинг   | Айдол       | Асако Токи    |  |
| Мурия — идол, дебютировавшая в Splatoon 3 и член команды Deep Cut, которые выступают ведущими на телепередаче Anarchy Splatcast в Splatoon 3. Выделяется своим жизнерадостным характером и безрассудством. Любит танцевать. Её образ связан с восточноазиатскими мотивами. После анонса Мурия стала предметом для шуток из-за своего дизайна, в частности большого лба. |           |             |               |  |
| |           |             |               |  |
| Биг Ман (яп. マンタロー Мантаро:) (англ. Big Man) | Скат      | Айдол       | ?             |  |
| Биг Ман — идол, дебютировавший в Splatoon 3 и член команды Deep Cut, которые выступают ведущими на телепередаче Anarchy Splatcast в Splatoon 3. Он носит с собой телевизор во время сплатфестов и представляет красную команду. Биг Ман — первый в серии персонаж мужского пола и негуманоидной внешности, исполняющий роль идола. Вскоре после анонса третьей части, Биг Ман стал самым популярным новым персонажем у поклонников серии и источником фан-артов. |           |             |               |  |

## Главные герои
Ниже представлен список главных персонажей — все они являются персонажами игрока в одиночном прохождении. Образ Агентов не привязан в определённому образу, хотя в промо-материалах и как неигровые персонажи они изображаются, как инклинги-девочки с жёлтыми «волосами» (кроме Агента 008). Агент 003 из Splatoon 3 первый персонаж, который может быть как инклингом, так и осьмолингом.
| Имя | Вид                   | Роль в игре | Озвучили  |  |
| --- | --------------------- | ----------- | --------- |  |
| Агент 003/Капитан (яп. ３号/司令 Сан-Го:/Сирэи) (англ. Agent 3/Captain) | Инклинг               | Агент       | Юки Цудзи |  |
| Агент 003 — условное наименование управляемого игроком персонажа в одиночной миссии первой Splatoon. В этой части игрового персонажа вербует Каракатий Кальмостар, чтобы тот/та вернул*а украденных осьморянами вольторыб. Во второй части Агент 003 появляется в дополнении Octo Expansion в виде одного из игровых боссов после того, как злодей Телефобос в процессе дезинфекции, превратил Агента 003 в свою марионетку. В третьей части Агент 003 назначен*а руководителем*ницей спецотряда «Спрут», в чью обновлённую команду также вошли Кэлли и Мари. Агентом 003 также называют игрового персонажа в третьей части, но это фактически разные персонажи |                       |             |           |  |
| |                       |             |           |  |
| Агент 004 (яп. 4号 Ён-Го:) (англ. Agent 3) | Инклинг               | Агент       | Юки Цудзи |  |
| Агент 004 — условное наименование управляемого игроком персонажа в одиночной миссии Splatoon 2. Его или её вербует Мари для того, чтобы Агент 004 нашёл или нашла пропавших без вести Кэлли и дедушку Кальмостара. |                       |             |           |  |
| |                       |             |           |  |
| Агент 008 (яп. 8号 Хати-Го:) (англ. Agent 8) | Осьмолинг             | Агент       | Юки Цудзи |  |
| Агент 008 — условное наименование управляемого игроком персонажа в одиночной миссии в «Осьмодополнении» (англ. Octo Expansion) — дополнении к Splatoon 2. До основных событий Агент 008 работал*а стажёром в подземном городе осьморян. Он*а оказывается в глубоководном метрополитене «Абиссаль Метро» без восспоминаний: их забрала компания «Паштетико», управляющая метрополитеном. Там он*а встречается с Каракатием Кальмостаром, который на момент событий Splatoon 2 считался пропавшим без вести. Старик уговаривает Агента 008 принять его сторону. Так Агент 008 решил*а сбежать и выбраться на поверхность и начинает своё прохождение. Встретивший Агента 008 на станции «Дефолтово» Телефобос рассказал про испытания, успешно проходя которых можно получить предметы, в которых заключены забранные восспоминания — «памятки от Паштетико», а также поручение собрать «шушпенции» за обещание пропустить Агента 008 к «кисельным берегам» (подразумевая выпустить на поверхность). Агент 008 вновь появляется в дополнении к Splatoon 3 — в миссии «Порядочная порция» (англ. Side Order — «гарнир», «дополнительный заказ»). «Восьмёрка» попадает в виртуальный мир, созданный Маришей с целью помочь жертвам компании «Паштетико» вернуть свои воспоминания, но что-то пошло не так. Ему/ей предстоит совместно с Жемчиком, принявшей облик летающего дрона, пройти серии коротких испытаний в Башне Порядка и освободить души, которых пленил вышедший из под контроля искусственный интеллект «Порядок». |                       |             |           |  |
| |                       |             |           |  |
| Агент 003 (яп. ３号 Сан-Го:) (англ. Agent 3) | Инклинг или Осьмолинг | Агент       | Юки Цудзи |  |
| Агент 003 — условное наименование управляемого игроком персонажа в одиночной миссии Splatoon 3. Согласно предыстории, этот персонаж зарабатывал*а на жизнь, собирая мусор в пустошах Плюхтонии и посещая Плюхтон для участия в чернильных войнах. Новый Агент 003 впервые в серии может быть инклингом, так и осьмолингом. Агента 003 сопровождает маленький самонид — Дружок. |                       |             |           |  |

## Сюжетные персонажи
| Каракатий Кальмостар/Крэг Кальмостар (яп. アタリメヨシオ Атаримэ Ёсио) (англ. Cap'n Cuttlefish) | Инклинг                        | Ветеран                        |  |  |
| Кальмостар — пожилой инклинг и дедушка Кэлли и Мари. Он сопровождает игрового персонажа почти во всех одиночных миссиях. Кальмостар является ветераном великой войны за территорию и когда то руководил отрядом специального назначения «Спрут» во время войны против осьморян 100 лет назад. На момент событий Splatoon 2 считался пропавшим без вести, на деле же он укрывался в городе осморян, ведя там подпольную борьбу и разведку. После событий в Splatoon 2 он передал свои полномочия капитана Агенту 003 и завербовал нового Агента 003 для одиночной миссии. На протяжении многих лет он совершал вылазки в подземные города осьморян, шпионя за ними, при этом ему чаще всего удавалось избежать проблем, так как осьморяне принимали Кальмостара за своего. |                                |                                |  |  |
| |                                |                                |  |  |
| DJ Октавио (яп. DJタコワサ将軍 DJ Таковаса сёгун) (англ. DJ Octavio) | Осьморянин, вероятно осьмолинг | Ди-Джей, предводитель армии    |  |  |
| DJ Октавио — главный злодей в Splatoon и Splatoon 2, победа над которым завершает одиночное прохождение. Он верховный главнокомандующий осьморянским вооруженными силами и вот уже много лет представляет угрозу цивилизации инклингов. В третьей части он занимается поиском пропавших осьморянских войск и даже объединяется с игровым персонажем в борьбе с шерстуденем. 100 лет назад до войны он дружил с молодым капитаном Каракатием. |                                |                                |  |  |
| |                                |                                |  |  |
| Судокот (яп. ジャッジくん Дзядзи-Кун) (англ. Judd) | Кот                            | Объявляющий итоги соревнования |  |  |
| Судокот объявляет итоги соревнования чернильных сражений. Он вместе с Судокотиком — одни из немногих выживших млекопитающих на Земле. Он родился 12 000 лет назад и его хозяином был учёный-человек, создавший ИИ «Телефобос», который станет главным злодеем в Octo Expansion. Учёный решил заморозить кота в криокапсуле до того, как ввёл ему сыворотку бессмертия. Таким образом Судокот бессмертен. |                                |                                |  |  |
| |                                |                                |  |  |
| Судокотик (яп. コジャッジくん Кодзядзи-Кун) (англ. Li'l Judd) | Кот                            | Объявляющий итоги соревнования |  |  |
| Судокотик является клоном Судокота, он также объявляет итоги соревнования для команды противника. Впервые появляется в Splatoon 2, как котёнок. Как выяснилось, хозяин Судокота 12 000 лет назад перед тем, как его заморзить, внедрил в криокапсулу функцию клонирования, чтобы Судокоту не было одиноко. Тем не менее Судокотик затаил обиду на Судокота из-за чувства неполноценности и выстраивает планы, чтобы навредить ему. В Splatoon 3 он вырос и приобрёл густой и бежевый мех. |                                |                                |  |  |
| |                                |                                |  |  |
| Телефобос (яп. デンワ Дэнва) (англ. Telephone) или Перемолох (яп. タルタル総帥 Тарутару-Со:суи) (англ. Commander Tartar) | Искусственный интеллект        |                                |  |  |
| Главный злодей в Octo Expansion. Он — древний ИИ, созданный 12 000 лет назад человеческим учёным во время падения человеческой цивилизации. Учёный хотел с помощью ИИ передать накопленные знания человечества преемникам, которые когда-нибудь заселят землю. Тем не менее машина неправильно интерпретировала свою задачу и отныне одержима идеей создать идеальных существ на основе днк инклингов, осьмолингов и других форм жизни. Со своими сторонниками он основал компанию «Паштетико», проводящую эксперименты над живыми организмами и создал особые чернила, с помощью которых можно «паштетизировать» осьморян, осьмолингов и инклингов, превращать их в послушных рабов. Телефобос использует их, как собственную армию и намеревается уничтожить Инкополис, его должен*а остановить Агент 008 при поддержке Мариши и Жемчик. Изначально представляется игроку как Телефобос, но ближе к концу сюжета раскрывает свою истинную сущность как Перемолох.                                                                                             |                                |                                |  |  |
| |                                |                                |  |  |
| Профессор (яп. 博士 Хакасэ) (англ. The Professor) | Человек                        | Учёный                         |  |  |
| Профессор — условное обозначение человека-учёного, жившего 12 000 лет назад во время событий глобальной катастрофы, уничтожившей человечество. Он создал искусственный интеллект (Телефобоса), который по изначальной задумке должен был передать накопленные знания человечества следующему разумному виду и предостеречь от ошибок, совершённых людьми. Он также был хозяином Судокота и заморозил его в криокапсуле. |                                |                                |  |  |
| |                                |                                |  |  |
| Великий вольторыб (яп. オオデンチナマズ О: Дэнти Намадзу) (англ. Great Zapfish) | Вольторыба                     | Источник энергии               |  |  |
| Великий вольторыб — это вольторыба огромных размеров, которая питает своим электричеством города Инкополис и Плюхтон. Во всех частях его похищают и игровой персонаж должен спасти его в одиночных миссиях. |                                |                                |  |  |
| |                                |                                |  |  |
| Дружок/Малетчик (яп. コジャケ Коякэ) (англ. Smallfry) | Самонид                        | Помощник                       |  |  |
| Дружок — детёныш самонида — враждебного инклингам вида. Он сопровождает управляемого игроком персонажа в одиночной миссии в Splatoon 3 и выступает помощником. Игрок может кидать его во врагов и использовать для отвлечения. |                                |                                |  |  |
| |                                |                                |  |  |
| Потапыч (яп. クマサン Кума-Сан) (англ. Mr. Grizz) | Медведь Гризли                 | Предприниматель                |  |  |
| Потапыч впервые появляется в Splatoon 2, как таинственный работодатель, говорящий через рацию в PvE режиме «Salmon Run», где игровой персонаж с тремя другими игроками могут работать на «Потапыч Inc.», добывая золотую икру и отбиваясь от атак самонидов. Его личность раскрывается в третьей части, где он становится главным антагонистом. Он ответственен за распространение пушистой слизи — шерстуденя, при контакте с которым любое существо превращается в млекопитающее и намеревается обрушить на землю дождь из шерстуденя, чтобы возродить эру млекопитающих. Потапыч был одним из немногих животных 12 000 лет назад во время всемирного потопа, которых оставшиеся люди забрали на космический корабль и погрузили в криокапсулы, чтобы переждать катастрофу. Однако корабль был повреждён и дрейфовал в космосе 120 веков, пока не потерпел крушение, после которого выжил только медведь. Он починил Альтерну и изобрёл шерстудень и для его производства требовалась золотая икра, для чего он учредил компанию «Потапыч Inc.» по её добыче. |                                |                                |  |  |
| |                                |                                |  |  |
| Порядок (яп. オーダ О:да) (англ. Order), Порядокракен (яп. オーダコ О:дако) (англ. Overlorder), Мелколюск (яп. コダコ Кодако) (англ. Smollusk) | Искусственный интеллект        |                                |  |  |
| Главный злодей в «Порядочной порции» (англ. Side Order) — одиночной миссии в составе дополнения «Талон на расширение» (англ. Expansion Pass) к игре Splatoon 3. Искусственный интеллект, управляющий Башней Порядка, расположенной в виртуальном мире, созданном Маришей с целью помочь жертвам компании «Паштетико» прийти в себя, но что-то пошло не так. Порядок захватил разум и души части жителей Инкополиса (в том числе и самой Мариши) и задался целью создать абсолютно-стабильный и бездушный мир. Впервые представился Агенту 008 и Жемчику при первом восхождении на Башню Порядка. При последующих восхождениях стал принимать форму огромного чёрного осьминога по имени Порядокракен. После поражения, Порядокранен принял форму детёныша осьминога по имени Мелколюск, который вновь принимал форму Порядокракена при повторном восхождении в башню. |                                |                                |  |  |
| |                                |                                |  |  |
| Окта (яп. ミズタ アハト Мидзута Ахато) (англ. Acht) | Осьмолинг                      | Музыкант/Ди-Джей               |  |  |
| Музыкант, известная под сценическим псевдонимом «Dedf1sh», почти-полностью паштетизированная/детонизированная девушка-осьмолинг, в прошлом служила в осьморянской армии до попадания в «Паштетико» и лично знала Маришу. Автор музыки, которая звучит во время испытаний в «Абиссаль-метро» в рамках «Осьмодополнения» для Splatoon 2. Она появляется в «Порядочной порции» в рамках дополнения для Splatoon 3 в качестве лифтёра и проводника по Башне Порядка. |                                |                                |  |  |

### Продавцы
| Пушкин (яп. ブキチ Букити) (англ. Sheldon) | Мечехвост                      | Продавец оружия                 |  |  |
| Продавец оружием во всех частях. Он увлекается разнообразным оружием и любит рассказывать о нём |                                |                                 |  |  |
| |                                |                                 |  |  |
| Аня (яп. アネモ Анэмо) (англ. Annie) | Актиния                        | Продавщица шляп                 |  |  |
| Аня появляется в первой Splatoon, как продавщица головных уборов Cooler Heads. Во второй и третьих частях она управляет магазинами снаряжения SplatNet 2 и SplatNet 3. |                                |                                 |  |  |
| |                                |                                 |  |  |
| Франтонио (яп. エチゼン Этидзэн) (англ. Jelonzo) | Медуза                         | Продавец одежды                 |  |  |
| Франтонио появляется в первой Splatoon, как продавец модной одежды, он владеет магазином Рыбий мех (яп. サス・オ・ボン Сасу-О-Бон) (англ. Jelly Fresh). Он известный дизайнер в Инкополисе и один из законодателей моды. |                                |                                 |  |  |
| |                                |                                 |  |  |
| Денди (яп. ビゼン Бидзен) (англ. Jelfonzo) | Медуза                         | Продавец одежды                 |  |  |
| Денди появляется во второй Splatoon, как продавец модной одежды, он владеет магазином СтилЪ (яп. フエール・ボン・クレー Фуэ:ру-Бон-Курэ:) (англ. Ye Olde Cloth Shoppe). Является отцом Франтонио. |                                |                                 |  |  |
| |                                |                                 |  |  |
| Ракки (яп. ロブ Робу) (англ. Crusty Sean) | Тигровая креветка              | Продавец, путешественник        |  |  |
| Ракки появляется в первой Splatoon, как владелец обувного магазина Shrimp Kicks. Во второй части он продаёт еду в фургоне «Мак-да-рак», а в третьей части путешествует по миру. |                                |                                 |  |  |
| |                                |                                 |  |  |
| Шипаня (яп. ダウニー Дауни:) (англ. Spyke) | Морской ёж                     | Продавец, путешественник        |  |  |
| Шипаня появляется в первой части Splatoon, как уличный продавец снаряжения, где игрок может за плату улучшить характеристики своего оружия. Персонаж также появляется в дополнении Expansion Pass в Splatoon 3 и за это время повзрослел и обзавёлся «бородой».                                                                                                  |                                |                                 |  |  |
| |                                |                                 |  |  |
| Иглюха (яп. スパイキー Cупаики:) (англ. Murch) | Грифельный морской ёж          | Продавец снаряжения             |  |  |
| Иглюха появляется в Splatoon 2 и Splatoon 3. Он продаёт на заказ товары других игроков и предоставляет множество других услуг, например услуги по улучшению характеристик оружия. |                                |                                 |  |  |
| |                                |                                 |  |  |
| Слизя (яп. ミウラ Миура) (англ. Flow) | Морская улитка                 | Продавец шляп                   |  |  |
| Слизя владеет магазином головных уборов — «Аурелия» в Splatoon 2 |                                |                                 |  |  |
| |                                |                                 |  |  |
| Крабыч (яп. シガニー Сигани:) (англ. Bisk) | Краб-паук                      | Продавец обуви                  |  |  |
| Крабыч владеет магазином обуви — «Краболап» в Splatoon 2 |                                |                                 |  |  |
| |                                |                                 |  |  |
| Боря Крабко (яп. ヤシガニさん Ясигани-сан) (англ. Mr. Coco) | Пальмовый вор                  | Продавец обуви                  |  |  |
| Появляется в Splatoon 3 и управляет магазином «Водокач», продавая обувь. Несмотря на свою угрожающую внешность, он добродушен. |                                |                                 |  |  |
| |                                |                                 |  |  |
| Тилли Скрут (яп. オームラ О:мура) (англ. Gnarly Eddy) | Наутилус                       | Продавец шляп                   |  |  |
| Управляет магазином «Шмот-кутюр» в Splatoon 3, где продаёт головные уборы. Оставляет впечатление спокойного персонажа. |                                |                                 |  |  |
| |                                |                                 |  |  |
| Актавия (яп. パル子 Паруко) (англ. Harmony) | Актиния                        | Управляющая универмагом         |  |  |
| Актавия — певица группы Chirpy Chips в первой и второй частях. В третьей части она, будучи постоянной покупательницей в магазине «Хитлантида» в Плюхтоне, подменяет его владельца Барри (яп. カマスダ Камасуда) (англ. Barry C.), который всё время отсутствует..                                                                                                |                                |                                 |  |  |
| |                                |                                 |  |  |
| Желье Ле Щуп (яп. ハナガサ Ханагаса) (англ. Jel La Fleur) | Медуза                         | Продавец одежды                 |  |  |
| Медуза, продающая одежду в формальном и устаревшем стиле в магазине «Каравелла» в Splatoon 3 |                                |                                 |  |  |
| |                                |                                 |  |  |
| Цифер (яп. ユメエビ Юме'эби) (англ. Cipher) | Креветка семейства Luciferidae | Продавец сувениров и снаряжения |  |  |
| Креветка семейства Luciferidae, продающая сувениры для шкафчика, баннеры и снаряжение на Площади Порядка. Появляется в миссии «Порядочная порция» в составе дополнения «Талон на расширение» (англ. Expansion Pass) к игре Splatoon 3. Цифер появляется справа от Башни Порядка после второго удачного восхождения на башню и первой победой над Порядокракеном. |                                |                                 |  |  |

## Комментарии
1. 1 2  Осьмолинги (англ. Octolings) — одни из представителей цивилизации осьморян — условного названия группы различных разумных осьминогов и главных антагонистов во всех играх. Осьмолинги — осьморяне, способные принимать гуманоидную форму, как и инклинги. Часть осьмлингов решила мирно сосуществовать с инклингами
2. 1 2 3  Осьморяне (англ. Octarian; также Октарианцы) — представители враждебной инклингам цивилизации, выглядящие в большинстве своём как щупальца на ножках. Они долгое время мирно сосуществовали рядом с инклингами, но после частичного затопления суши 100 лет назад, развязали против инклингов войну за территории, где проиграли из-за случайности несмотря на превосходящую армию и оружие. Они построили свои города под землёй. В какой то момент их подземные купола начали рушиться, в результате осьморяне начали воровать у инклингов вольторыб. На момент событий Splatoon 2, часть осьмолингов — одних из подвидов октарианцев начали выбираться на поверхность, чтобы мирно жить среди инклингов.
3. 1 2  Вольторыбы (англ. Zapfish) — угри во вселенной Splatoon, постоянно производящие электричество. Цивилизация инклингов использует вольторыб, как главный источник энергии, они питают электричеством заводы и города. Во всех частях игр осьморяне — враги инклингов воруют вольторыб, чтобы обеспечить энергией свои подземные города
4. 1 2  Паштетизированные (или Детонированные в Splatoon 3) (англ. Sanitized — «Дезинфицированные») — так называются живые существа, представленные в Octo Expansion[англ.] (в игре, кроме Агента 003 все они были осьморянами), чьи тела были обработаны особыми паштетизирующими чернилами. Сами паштетизированные лишаются не только воли и памяти, но и жизненной энергии, не показывая признаков жизни, фактически являясь зомби. Паштетизированных выделяет особый сине-бирюзовый цвет
5. 1 2 3  Великая война за территорию (англ. Great Turf War) — масштабная и продолжительная война между инклингами и осьморянами, произошедшая примерно 100 лет назад. Из-за затопления суши, осьморяне лишились своих территорий и напали на инклингов, чтобы завоевать их территории, благодаря дисциплине и передовой военной техники, победа осьморян была вопросом времени, однако по небрежной случайности из-за выдернутого провода из розетки их оружие отключилось, воспользовавшись этим, инклинги отбили все атаки осьморян, вынуждая последних бежать
6. ↑  Хотя DJ Октавио во всех играх появляется в виде осьминога, в играх можно встретить фотографии 100-летней давности, где DJ Октавио принимает гуманоидную форму. То есть вероятно он является осьмолингом
7. 1 2  Самониды (англ. Salmonid) — один из враждебных инклингам видов, это огромные рыбы, живущие под водой. Время от времени самониды массово покидают свои места обитания, представляя массовую угрозу остальным видам. Они сражаются с помощью кухонной утвари и подручных средств. В Splatoon 2 есть PvE режим, где четыре игрока должны собрать как можно больше самонидской икры, одновременно отбивая их атаки. Самониды заключили торговые отношения с осьморянами, продавая им икру в обмен на оружие
8. ↑  Шерстудень (англ. Fuzzy Ooze) — таинственная субстанция, чья поверхность местами напоминает мех, моллюски при контакте с ним заражаются, обрастая «мехом»